# James Ivan Lepowsky
James Ivan Lepowsky (* 5. Juli 1944 in New York City) ist ein US-amerikanischer Mathematiker.
Lepowsky studierte zunächst an der Stuyvesant High School und ging dann von 1961 bis 1965 das Harvard College. 1970 wurde er am M.I.T. mit der Dissertation Representations of Semisimple Lie Groups and an Enveloping Algebra Decomposition bei Bertram Kostant promoviert.
Von 1970 bis 1972 war Lepowsky Dozent an der Brandeis University und wechselte dann als Assistenzprofessor an die Yale University in New Haven (Connecticut). Nach einem Aufenthalt an der Universität Pierre und Marie Curie 1978 in Paris kehrte er in die USA, zur Rutgers University in New Jersey, zurück. Hier begann er zusammen mit Igor Frenkel und seinem Studenten Arne Meurman die Arbeit am Mondschein-Modul und der Monstergruppe.
Lepowskys Hauptarbeitsgebiete sind Lie-Algebren und Vertex-Operatoren. Zusammen mit Igor Frenkel und Arne Meurman hat er eine Vertex-Operatoren-Algebra konstruiert, auf der die Monstergruppe operiert. Lepowsky hat mehrere Bücher über Vertex-Operatoren verfasst.
1976 wurde er Sloan Research Fellow. Er ist Fellow der American Mathematical Society.

## Schriften
- Igor Frenkel, James Lepowsky, Arne Meurman: Vertex Operator Algebras and the Monster (= Pure and Applied Mathematics. 134). Academic Press, Boston MA u. a. 1988, ISBN 0-12-267065-5.